# قلعه تپه سروجهان
بقایای قلعه تپه سروجهان مربوط به دوره سلجوقیان - دوره ایلخانی است و در شهرستان ابهر، بخش مرکزی، دهستان صایین قلعه، ۴۲۰ متری شمال روستای سروجهان واقع شده و این اثر در تاریخ ۱۲ دی ۱۳۸۶ با شمارهٔ ثبت ۲۰۴۶۲ به‌عنوان یکی از آثار ملی ایران به ثبت رسیده‌است.